# Atomi rétegleválasztás
Az atomi rétegleválasztás (angol rövidítéssel ALD, atomic layer deposition) egy vékonyréteg-elválasztási módszer a mikro- és nanotechonlógiában. Az eljárás során gáz fázisban végbemenő kémiai reakciók segítségével atomi rétegenként alakítják ki egy hordozó felületén a vékonyréteget.
Gyakran alkalmazott megvalósítása az ALCVD (atomic layer chemical vapor deposition), mely a kémiai gőzfázisú leválasztások csoportjába tartozik.

## Mechanizmusa

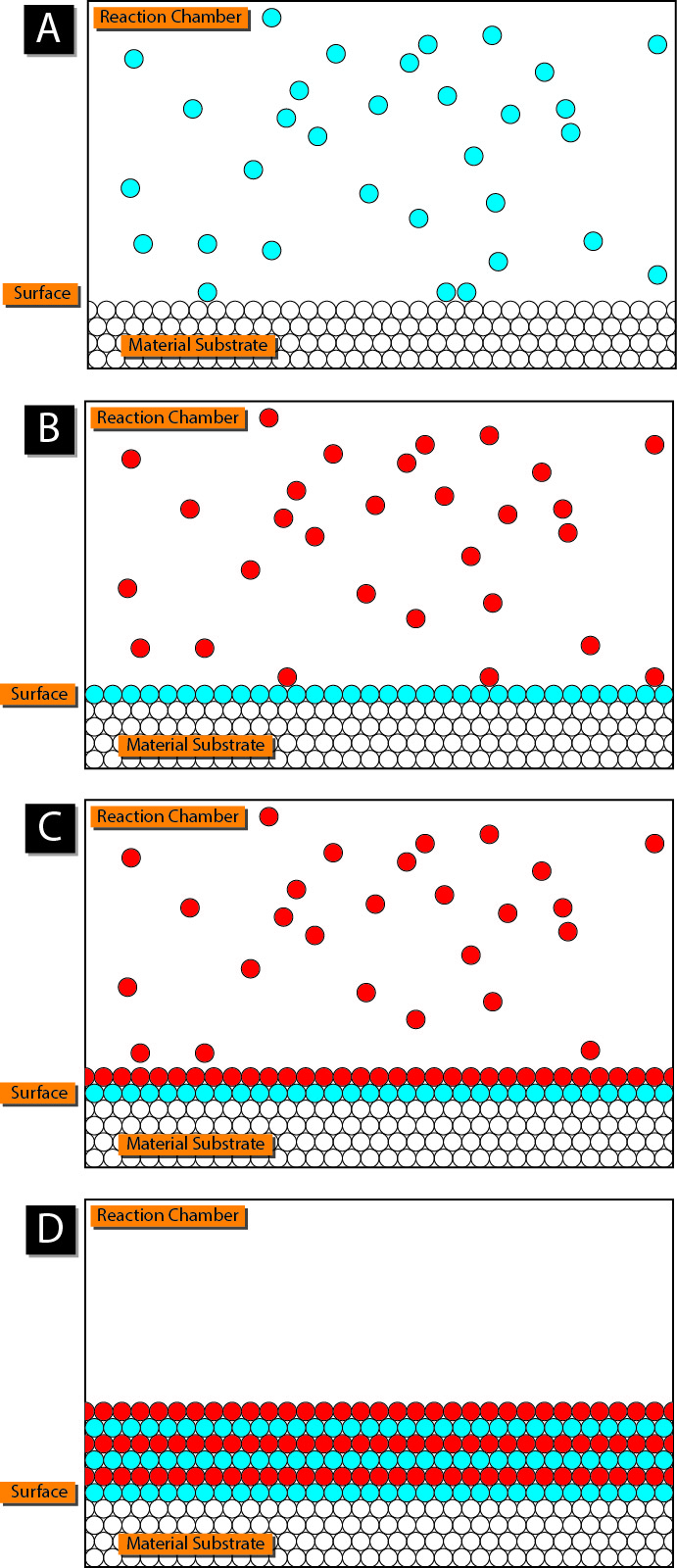
Az ALD-vel történő rétegleválasztás egy atomi réteget kialakító tipikus lépései. A) Az egyik prekurzorgáz beeresztése és ennek adszorpciója a felületen. B) A második prekurzor beeresztése, és C) adszorpciója. A váltakozó lépések következtében váltakozó multiréteg-szerkezet alakul ki.

Az eljárás jellemző kialakításában a hordozófelületet egymást váltva, kétféle hordozóanyaggal hozzák kapcsolatba. A felület, amin a vékonyréteg felépül, tehát mindig egyféle anyagnak van kitéve. Az ALD eljárások közös jellemzője, hogy az egyes lépésekben a réteg épülése önszabályozó. Ennek hátterében jellemzően az áll, hogy a felületen csak véges számú „kapcsolódási pont” található a beeresztett anyagok molekulái számára, amelyek betelése után a réteg egy atomnyi vagy molekulányi épülése után e folyamat leáll. Az egymást követő expozíciók állítják elő a jól szabályozott rétegszerkezetet.
Az egyes expozíciós fázisokat kiürítési fázisok követik, amikor a felesleges hordozógázok távoznak a reaktorból. A réteg hibamentessége a jól megválasztott expozíciós és kiürítési időkkel javítható. Egy kétkomponensű atomi rétegleválasztás esetén az expozíció, kiürítés, majd a másik anyaggal történő expozíció és újbóli kiürítés együttese alkot egy rétegleválasztási ciklust. Az ALD folyamatban a rétegépülés jellemző paramétere a ciklusonkénti rétegépülési ráta (szemben például a CVD-vel, ahol a rétegépülés időegységenkénti rátáját adják meg).
Az expozíciós időt úgy kell megválasztani, hogy a felület telítődése a lépésben a lehető legteljesebb legyen, azaz egyenletes felületi borítás alakuljon ki. A hordozógáz, vagy -folyadék áramlási jellemzői (nyomása, árama), illetve a molekulák megtapadási valószínűsége alapvetően befolyásolja a szükséges expozíciós időt. Az egységnyi felületre vett abszorpciós ráta az alábbiak szerint fejezhető ki az S megtapadási valószínűséggel és az F beérkező moláris fluxussal (felületegységen, időegységen érkező mólok számával):
{\displaystyle {R_{absz}}=S*F}.
Egy expozíciós lépésben S a megtapadó molekulák számával összefüggően csökken, míg nulla nem lesz a telítődéskor.
A fenti általános jellemzőkön túl az expozíciós lépések kémiai jellege igen sokféle lehet attól függően hogy milyen hordozóanyagokból, hány lépéses ciklusban milyen réteget alakítanak ki. Ezek közül a gyakori alkalmazásuk miatt nevezetes az alumínium-oxid termikus leválasztása, a fémes vegyületek atomi leválasztása, illetve a katalitikus szilícium-dioxid-leválasztás.

## Jellemzői
Az ALD fő előnye, hogy jól kontrollált eljárásban atomi méretekig pontosítható a rétegvastagság, illetve az egymást követő rétegek is jól definiáltak lesznek. Ezért nélkülözhetetlen vékonyréteg-leválasztási módszere egyes mikro- és nanotechnológiai eljárásoknak, ahol a méretek, a rétegszerkezet és az összetétel jelentősége kimagasló. A kémiailag katalizált reakciók miatt további előnyt jelent a jellemzően alacsony, akár szobahőmérsékletű leválasztási hőmérséklet is. Ez segít a nanoeszköz, illetve a hordozó védelmében, és csökkenti a szennyeződés veszélyét, biológiai minták esetében pedig nélkülözhetetlen. Technikai előnyt jelent, hogy a lassú eljárásban olyan hordozóanyagok is alkalmazhatók, melyek reakcióideje igen lassú.
Az ALD hátrányait jellemzően a körülményessége okozza. A leválasztás során igen nagy tisztaság az elvárt, hiszen apró szennyezések is megakadályozzák a rétegépülést kiváltó kémiai folyamatokat. A lassú rétegleválasztási sebesség önmagában is problémát jelent (Al2O3 leválasztási sebessége például akár 0,11 nm/ciklus is lehet), tömeggyártásra ezért kevéssé alkalmas.

## Fordítás
Ez a szócikk részben vagy egészben  az   Atomic layer deposition című angol Wikipédia-szócikk ezen változatának fordításán alapul.  Az eredeti cikk szerkesztőit annak laptörténete sorolja fel. Ez a jelzés csupán a megfogalmazás eredetét és a szerzői jogokat jelzi, nem szolgál a cikkben szereplő információk forrásmegjelöléseként.

### Tananyagok, ismeretterjesztő weblapok
- Bevonatolás, atomi rétegleválasztás | Gépészeti szakismeretek 1. | Sulinet Tudásbázis. tudasbazis.sulinet.hu. (Hozzáférés: 2018. november 10.)
- Baji Zsófia, Mikula Gergő János (2013. 9). „Rétegépítés atomi pontossággal a mikro- és nanotechnológiában” (PDF). Fizikai Szemle. [2018. április 12-i dátummal az eredetiből archiválva]. (Hozzáférés: 2018. november 10.)

### Szakkönyvek, szakcikkek
- George, Steven M. (2010. január 13.). „Atomic Layer Deposition: An Overview”. Chemical Reviews 110 (1), 111–131. o, Kiadó: American Chemical Society (ACS). DOI:10.1021/cr900056b. ISSN 0009-2665.